# Mr. Hankey, the Christmas Poo
Mr. Hankey, the Christmas Poo is de tiende aflevering van Comedy Centrals animatieserie South Park. Ze was voor het eerst te zien op 17 december 1997.

## Verhaal
Deze kerstaflevering begint wanneer de klas aan het oefenen is voor het kerst toneelstuk. Het toneelstuk gaat over de eerste jaren van het christendom. Wanneer Kyle's moeder Sheila hierachter komt wordt ze erg kwaad omdat haar zoon Joods is. Ze eist dat alle godsdienstige dingen uit het toneelstuk worden gehaald. Kyle stelt dan voor om een toneelstuk te doen over Mr. Hankey, the Christmas Poo maar omdat niemand hem gelooft en hem zelfs uitlacht gaat dit niet door.
Mrs. Broflovski's eis is het startsein voor een grote opschudding in South Park. Besloten wordt dat alle godsdienstige dingen, en dus ook alle kerstversieringen, worden verwijderd. Kyle, die zich schaamt voor zijn moeder, zoekt dan heil bij Mr. Hankey die echt een stuk sprekende ontlasting is. Kyle introduceert Mr. Hankey aan andere mensen, onder wie de jongens, maar wanneer hij hem laat zien beweegt Mr. Hankey niet en lijkt het net alsof Kyle iedereen beetneemt door een stuk ontlasting in een doos te stoppen en te zeggen dat het Mr. Hankey is. Wanneer Kyle praat met Cartman springt Mr. Hankey in de koffie van Mr. Mackey, de schoolpsycholoog. Hij verklaart Kyle een depressieve poepverslaafde die Prozac gebruikt, en laat hem opnemen in een inrichting.
Wanneer er niks meer is wat doet denken aan Kerstmis, spelen de kinderen een toneelstuk met muziek en dans van Philip Glass. De ouders die kwaad zijn omdat er niets meer van kerst is beschuldigen elkaar en een grote rel breekt uit. Uiteindelijk komt Mr. Hankey tevoorschijn en zegt hij dat de ouders niet zo bezig moeten zijn met wat er fout is aan Kerstmis maar juist moeten denken aan wat er zo goed aan is. Hierna halen ze Kyle uit de inrichting (die daar al gek aan het worden is) en kijken ze naar hoe Mr. Hankey vertrekt met de arrenslee van de Kerstman.

## Kenny's dood
Dit is de eerste aflevering van South Park waarin Kenny niet sterft. Maar tijdens de aflevering doet Kenny wel dingen die makkelijk fout kunnen gaan. Zo moet hij de stekkers uit het stopcontact trekken wanneer er gezegd wordt dat alle kerstversieringen weg moeten, maar het stopcontact is helemaal nat. Ook moet hij een ladder opklimmen om nog een ster weg te halen die boven een bassin met een haai bengelt. Aan het eind van de aflevering zeggen de jongens dat er iets ontbreekt maar ze weten niet wat. Wanneer de woorden "The End" verschijnen juicht Kenny verstaanbaar door zijn parka: Woo hoo hoo! omdat hij voor het eerst niet dood is gegaan.

## Trivia
- Twee populaire liedjes van South Park zijn voor het eerst te horen in deze aflevering namelijk: Mr. Hankey, the Christmas Poo en Kyle's Mom is A Stupid Bitch.
- Jezus is te zien aan het eind van de aflevering in zijn tv-studio voor zijn programma Jezus and Pals, hij viert zijn verjaardag alleen.
- Dit is de eerste aflevering waar Mr. Mackey in voorkomt.

## Foutjes
- Wanneer de kinderen naar buiten rennen omdat het sneeuwt, heeft een kind de kleren van Wendy Testaburger aan.
- Kenny is te zien wanneer Mr. Garrison zegt dat ze gaan beginnen maar, Kenny was op dat moment de ster weg gaan halen.
- Na de rel, is te zien dat Token een blanke huid heeft. Je herkent Token aan de T op zijn shirt.